# Pinanga trichoneura
Pinanga trichoneura är en enhjärtbladig växtart som beskrevs av Odoardo Beccari. Pinanga trichoneura ingår i släktet Pinanga och familjen Arecaceae. Inga underarter finns listade i Catalogue of Life.